# Градска шума (Панчево)
44° 52′ 30″ С; 20° 37′ 30″ И / 44.875° С; 20.625° И
Градска шума представља један од геоморфолошких мотива града Панчева. Представља мочварно подручје, на реци Тамиш, која у пределу градске шуме наилази повремено, приликом плављења, због чега се ту и створило ово замочварено земљиште које представља станиште великом броју значајних и ретких птица као и великом броју разноликог дрвећа.

## Клима
Клима Градске шуме је умерено-континентална. Одликује се равномерном расподелом годишњих доба, неравномернијим распоредом кишних дана, температуром која у зависности од доба године варира између -30°C до 40°C, лети. Ипак, клима Градске шуме одликује се већом влажношћу од околине с обзиром да је смештена на мочварном подручју, где је испаравање веће од уобичајеног.

## Биљни свет

### Храст Лужњак
Високо листопадно дрво из рода храстова, које представља једну од широко распрострањених врста у Европи. За правилан раст и развој му је потребно влажно, глиновито или пак песковито, али плодно земљиште, тако да није нимало чудно што је ова врста дрвећа најбројнија у Градској шуми. Достиже висину и до 50 m, а стабло му је пречника од око 2,5 m. Ово дрво је дуговечно, па може опстати и до 2000 година. Храст Лужњак је забрањено сећи у градској шуми, иако је његова примена разноврсна: коришћење као грађевинско дрво, за стубове, прагове или пак за огрев.

### Врба
Биљка из рода Salix. Постоји око 350 врста врбе, различитих животних форми — најчешће је у питању дрво, мада може имати и форму жбуна, или приземне биљке. Гране су јој танке и доста савитљиве, што јој даје карактеристичан изглед, мада често долази до ломљења грана због њихове кртости, а стабло јој је најчешће сиво и испуцало. Врба има и лековита својства, како у листовима, тако и у стаблу, па се често користи и за израду лекова. У Градској шуми у Панчеву постоји више врста врба: жалосна врба, бела врба и .крупнолисна врба

### Црна и Бела Топола
Припадају породици врба. Шуме топола се јављају углавном поред обала река и веома се брзо развијају и расту. Обе врсте образују веома чврст коренов систем, тако да везују обале, а при том су веома отпорне на дим и штетне гасове у ваздуху. У Градској шуми Панчева честа је појава сеча топола, јер су погодне за индустрију дрвета и папира. Након сече се убрзо саде нове младе биљке, које веома брзо расту, што представља још једну особину ових биљака, било да се раде о црној или белој тополи.

## Фауна
Животињски свет Градске шуме се огледа пре свега у разноликости и бројности птица, јер поседује 63 различите врсте птица, којима је овај мочварни предео природно станиште. Доминантне птице јесу:голубови, сове, свраке, али и веома ретке и угрожене врсте, попут црне роде, сиве чапље и опла белорепана.

### Црна рода
Врста птице из породице рода, у Србији је строго заштићена врста. Ова врста роде је веома препознатљива по свом изгледу с обзиром да се од беле роде разликује по томе што поседује црно перје, сем на трбуху, где је перје беле боје, црвену кожу и кљун и мања је од беле роде, дужине до 1m. Храни се рибама, жабама, воденим инсектима, па стога настањује мочварне пределе, пре свега источне и северне Европе. Црна рода је птица Селица, тако да се приликом зиме сели на југ, у Африку, где борави докле год на нашем континенту не ступи пролеће.

### Сива чапља
Птица из реда родарица . Одликује се збијеним телом са дугим ногама, дугим вратом и кратким кљуном. Перје јој је сиве боје са мало белог и црног перја . Сива чапља настањује мочваре, честа је и уобичајена врста и популација јој се повећава. Распрострањена је по Европи и Азији и великом делу Африке. Сива чапља је најпознатија и највише проучавана од свих чапљи, али је и најраширенија и најчешћа. Сем људи, природни непријатељ сивој чапљи су лисица и шакал. Сива чапља се храни искључиво храном животињског порекла. Његова исхрана обухвата претежно рибе и жабе, али и разне друге ситне сисаре.

## Туризам
Туристичка организација града Панчева обезбедила је могућност посете Градској шуми, сваког дана у години, захваљујући чамцу који свакодневно у 11 часова креће са градског Кеја. Данас туристичке организације, како Панчева, тако и Војводине, спроводе план за покретање екотуризма на овом подручју. Жеља ових организација јесте да покажу другима зелену и чисту страну града и у плану имају изградњу стазе до Градске шуме. Главни циљ им је да изграде стазе на насипима за све научнике, пешаке или бициклисте који би могли да се боље упознају са Градском шумом и упознају њене делове који данас нису много познати.